# Johann Peter Grünenberg

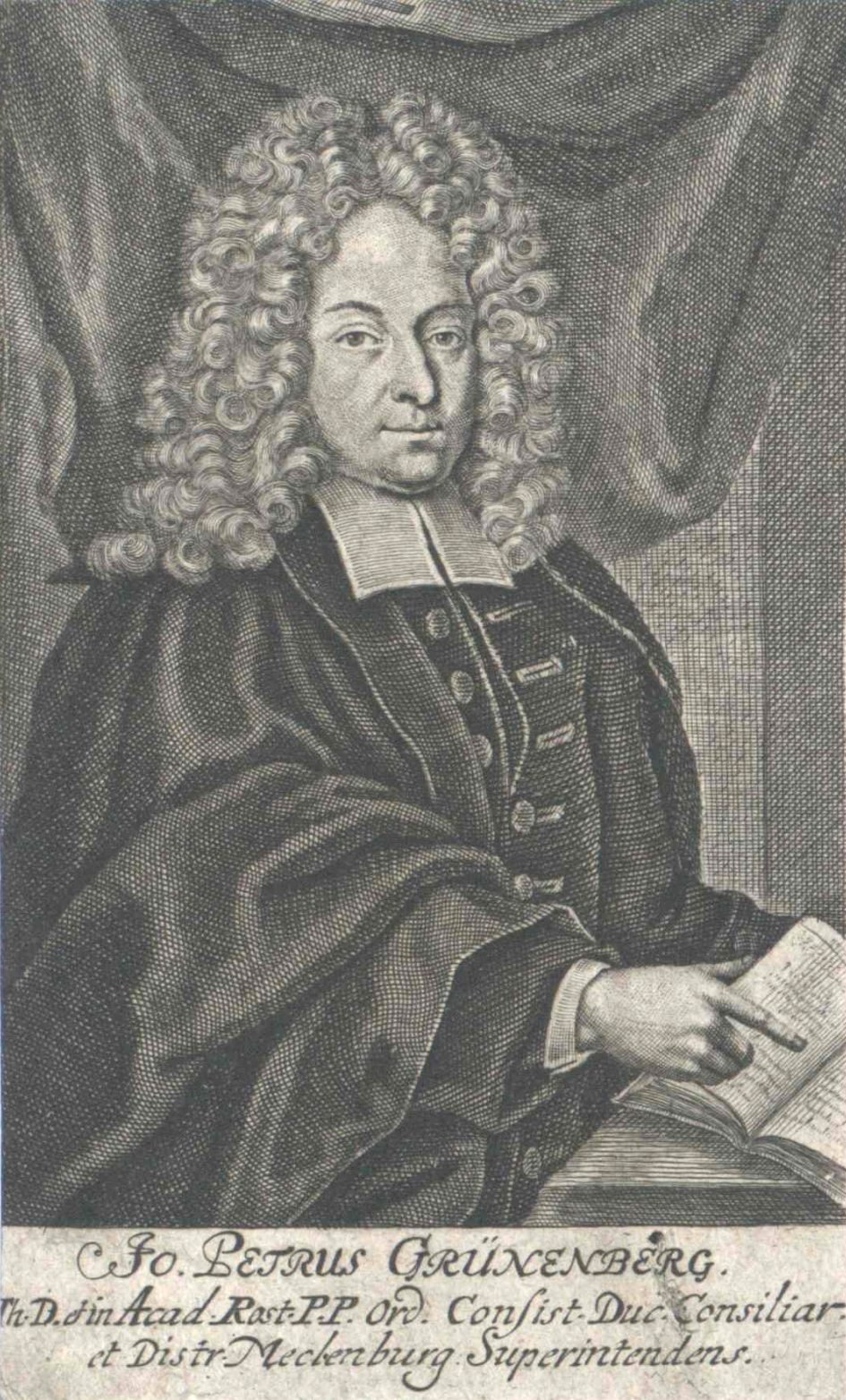
Johann Peter Grünenberg

Johann Peter Grünenberg (* 27. Januar 1668 in Harburg; † 4. Januar 1712 in Rostock) war ein deutscher evangelisch-lutherischer Professor für Theologie.

## Leben
Der Sohn eines Bauverwalters studierte ab 1686 in Helmstedt und Kiel Theologie. Nach Erlangung des Magistergrades begab er sich 1689 auf eine Bildungsreise durch Holland und England. Im Februar 1691 wurde er Rektor der Schule in Otterndorf im Land Hadeln. Drei Jahre später wurde Grünenberg Rektor der Schule in Harburg. 1696 wurde er Feldprediger im Brabanter Lager beim Regiment des Obersten de Luc. Zwei Jahre danach kam er über Schwerin nach Rostock und erlangte hier am 20. Januar 1698 den Grad eines theologischen Baccalaureus. Am 14. Juli d. J. wurde er zum Professor der Theologie und Superintendenten des Mecklenburgischen Kirchenkreises ernannt.
Johann Peter Grünenberg war seit 1691 mit Anna Maria, der Schwester des späteren Rostocker Professors David Heinrich Köpken (David Henricus Koepkenius; 1677–1731), verheiratet.